# 板橋中央総合病院
板橋中央総合病院（いたばしちゅうおうそうごうびょういん）は、東京都板橋区にある病院である。

## 概要
東日本を中心に36病院、17介護老人保健施設をはじめとする多数の医療事業を展開する医療法人の連合体組織である、「医療法人イムスグループ」（IMS, Itabashi Medical System、板橋中央総合病院グループ）の中核施設となっている。

## 沿革
出典 : 
- 1956年（昭和31年）3月1日 - 板橋中央医院開院。
- 1962年（昭和37年） - 医療法人の認可を受け、A館（地上6階、地下1階建て）第5期工事が完成した1968年（昭和43年）には病床数200に達した。
- 1995年（平成7年） - 一橋中央産院（1966年（昭和41年）開設）との合併によって病床数500超となった。
- 2000年（平成12年） - 許可病床数が579床となる。ER、救急病棟、ICUの創設。
- 2011年（平成23年） - 腹腔鏡手術センター開設。
- 2016年（平成28年） - 東京都がん診療連携協力病院（肺がん・大腸がん・肝がん）の指定を受ける。

## 診療科
出典 : 

### 一覧
- 内科
- 腎臓内科
- 血液内科
- リウマチ科
- 糖尿病内科
- 神経内科
- 脳血管内科
- 呼吸器病センター（内科）
- 循環器内科
- 消化器病センター（内科）
- 人工透析内科
- 耳鼻咽喉科
- 消化器病センター（外科）
- 呼吸器病センター（外科）
- 心臓血管外科
- 脳神経外科
- 整形外科
- 腎臓外科
- 泌尿器科
- 産科・婦人科
- 皮膚科・形成外科
- 眼科
- 小児科
- 麻酔科
- 放射線診断科
- 放射線治療科
- 病理診断科
- リエゾン精神科
- 救急科

### 専門センター
- 気胸センター
- 睡眠時無呼吸センター
- 消化器病センター
- 腹腔鏡手術センター
- 放射線治療センター

## 医療機関の指定等
- 保険医療機関
- 労災保険指定医療機関
- 指定自立支援医療機関（更生医療・育成医療・精神通院医療）
- 身体障害者福祉法指定医の配置されている医療機関
- 生活保護法指定医療機関
- 結核指定医療機関
- 原子爆弾被害者一般疾病医療取扱医療機関
- 公害医療機関
- 母体保護法指定医の配置されている医療機関
- 臨床研修病院
- DPC対象病院

## 付属施設
- アイ・タワークリニック

## 交通アクセス
出典 : 
鉄道
- 都営地下鉄三田線 志村坂上駅下車、徒歩で約1分。

バス
| 運行事業者   | 乗車駅                 | 系統                     | 下車停留所              |
| ------------ | ---------------------- | ------------------------ | ----------------------- |
| 国際興業バス | JR湘南新宿ライン赤羽駅 | 赤56・赤56-2・赤56-3系統 | 「志村坂上区民事務所」  |
| 国際興業バス | 東武東上線ときわ台駅   | 赤53・赤93系統           | 「志村一丁目」、徒歩5分 |
| 国際興業バス | JR湘南新宿ライン池袋駅 | 池20・池21系統           | 「志村坂上」、徒歩2分   |